# Mistrzostwa Ameryki Północnej, Środkowej i Karaibów w Piłce Siatkowej Mężczyzn 1995
XIV Mistrzostwa Ameryki Północnej w piłce siatkowej mężczyzn odbyły w 1995 roku w miejscowości Edmonton (Kanada). W mistrzostwach wystartowało 7 reprezentacji. Złoty medal po raz jedenasty w historii i piąty raz z rzędu zdobyła reprezentacja Kuby.

## Klasyfikacja końcowa
| Miejsce | Reprezentacja     |
| ------- | ----------------- |
|         | Kuba              |
|         | Stany Zjednoczone |
|         | Kanada            |
| 4.      | Portoryko         |
| 5.      | Meksyk            |
| 6.      | Dominikana        |
| 7.      | Haiti             |